# Soldadura por plasma
La soldadura por arco plasma es conocida técnicamente como PAW (Plasma Arc Welding), y utiliza los mismos principios que la soldadura TIG, por lo que puede considerarse como un desarrollo de este último proceso. 
Sin embargo, tanto la densidad energética como las temperaturas son en este proceso mucho más elevadas ya que el estado plasmático se alcanza cuando un gas es calentado a una temperatura suficiente para conseguir su ionización, separando así el elemento en iones y electrones. La mayor ventaja del proceso PAW es que su zona de impacto es dos o tres veces inferior en comparación a la soldadura TIG, por lo que se convierte en una técnica óptima para soldar metal de espesores pequeños.
En la soldadura por plasma la energía necesaria para conseguir la ionización la proporciona el arco eléctrico que se establece entre un electrodo de tungsteno y el metal base a soldar. Como soporte del arco se emplea un gas, generalmente argón puro o en ciertos casos helio con pequeñas proporciones de hidrógeno, que pasa a estado plasmático a través del orificio de la boquilla que estrangula el arco, dirigiéndose al metal base un chorro concentrado que puede alcanzar los 28 000 °C. El flujo de gas de plasma no suele ser suficiente para proteger de la atmósfera al arco, el baño de fusión y al material expuesto al calentamiento. Por ello a través de la envoltura de la pistola se aporta un segundo gas de protección, que envuelve al conjunto.

## Modalidades
La soldadura por plasma (PAW) se presenta en tres modalidades:
1. Soldadura microplasma, con corrientes de soldadura desde 0.1 A hasta 20 A.
2. Soldadura por fusion metal to metal, con corrientes de soldadura desde 20 A hasta 100 A.
3. Soldadura Keyhole, por encima de los 100 A, en el cual el arco plasma penetra todo el espesor del material a soldar.

Principalmente, se utiliza en uniones de alta calidad tales como en construcción aeroespacial, plantas de procesos químicos e industrias petroleras.